# Miljevci (Czarnogóra)
Miljevci (cyr. Миљевци) – wieś w Czarnogórze, w gminie Bar. W 2011 roku liczyła 344 mieszkańców.